# Синхронне плавання на Літній універсіаді 2013
Змагання з синхронного плавання на XXVII Всесвітній Літній Універсіаді пройшли з 5 по 9 липня. Розіграно 4 комплекти нагород (у сольних вправах, дуетах, групових вправах та комбінаціях). Синхронне плавання було вперше представлене на Універсіаді.

## Медалі

### Медальний залік
| Місце  | Країна         | Золото | Срібло | Бронза | Загалом |
| ------ | -------------- | ------ | ------ | ------ | ------- |
| 1      | Росія (RUS)    | 4      | 0      | 0      | 4       |
| 2      | Японія (JPN)   | 0      | 4      | 0      | 4       |
| 3      | Італія (ITA)   | 0      | 0      | 2      | 2       |
| 4      | Угорщина (HUN) | 0      | 0      | 1      | 1       |
| 4      | США (USA)      | 0      | 0      | 1      | 1       |
| Всього | Всього         | 4      | 4      | 4      | 12      |

### Медалісти
| Змагання       | Золото | Срібло | Бронза |
| -------------- | --- | --- | --- |
| Сольні вправи  | Світлана Ромашина · Росія (RUS) | Юкіко Інуй · Японія (JPN) | Лінда Черуті · Італія (ITA) |
| Дует           | Росія (RUS) · Світлана Колісніченко · Світлана Ромашина | Японія (JPN) · Юкіко Інуй · Рісако Міцуй | Італія (ITA) · Лінда Серруті · Констанца Ферро |
| Групові вправи | Росія (RUS) · Влада Чігірьова · Світлана Колісніченко · Дар'я Коробова · Олександра Пацькевич · Єлена Прокоф'єва · Алла Шишкіна · Марія Шурочкіна · Анжеліка Тіманіна                              | Японія (JPN) · Чісато Хага · Айка Хакояма · Майо Ітояма · Хікару Казуморі · Кей Марумо · Рісако Міцуй · Канамі Накамакі · Міса Суґіяма                | США (USA) · Медісон Крокер · Морган Фуллер · Меган Ганслей · Марія Корольова · Мішель Мур · Олівія Морган · Розілін Тегарт · Хадія Занотто                      |
| Комбінації     | Росія (RUS) · Влада Чігірьова · Міхаела Каланча · Дар'я Коробова · Anisya Olkhova · Олександра Пацькевич · Єлена Прокоф'єва · Алла Шишкіна · Марія Шурочкіна · Анжеліка Тіманіна · Alexandra Zueva | Японія (JPN) · Чісато Хага · Айка Хакояма · Юкіко Інуй · Майо Ітояма · Хікару Казуморі · Кей Марумо · Рісако Міцуй · Канамі Накамакі · Міса Суґіяма · | Угорщина (HUN) · Лілі Едіт Бласко · Еперке Кітті Фазекас · Джулія Кісс · Кінга Колтай · Сюсана Ковач · Река Ласло · Софія Ласло · Сара Трінгер · Силла Вандор · |